# 卡尔默罗德
卡尔默罗德（德語：Kallmerode，發音：[kalməˈʁoːdə]）是德国图林根州艾希斯费尔德县曾经的一个市镇，面积5.61平方千米，2017年12月31日人口为601人。2019年1月1日，卡尔默罗德并入市镇莱讷费尔德-沃尔比斯。